# Bomberman 64
Bomberman 64 (爆ボンバーマン?, Baku Bomberman) è un videogioco d'azione del 1997 sviluppato da Hudson Soft per Nintendo 64. È il primo videogioco 3D della serie Bomberman. Nel 2017 è stata distribuita una versione del gioco per Wii U.